# Mydaeinae
Mydaeinae es una subfamilia de dípteros de la familia Muscidae.

## Géneros
- Brontaea Kowarz, 1873
- Graphomya Robineau-Desvoidy, 1830
- Hebecnema Schnabl, 1889
- Hemichlora Van der Wulp, 1896[3]
- Mydaea Robineau-Desvoidy, 1830
- Myospila Róndani, 1856
- Scenetes Malloch, 1936
- Scutellomusca Townsend, 1931